# فرودگاه بین‌المللی بغداد

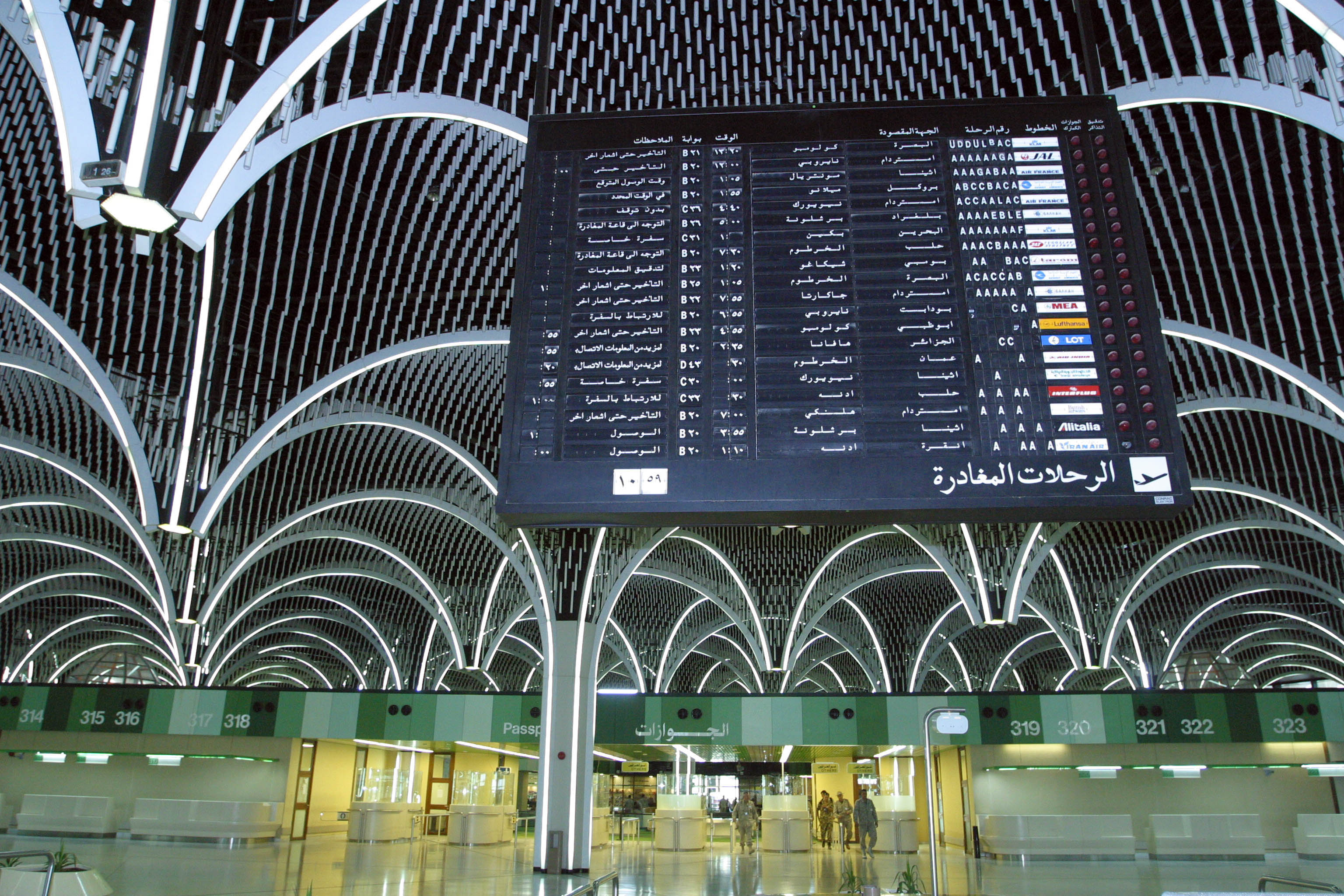
فرودگاه بغداد

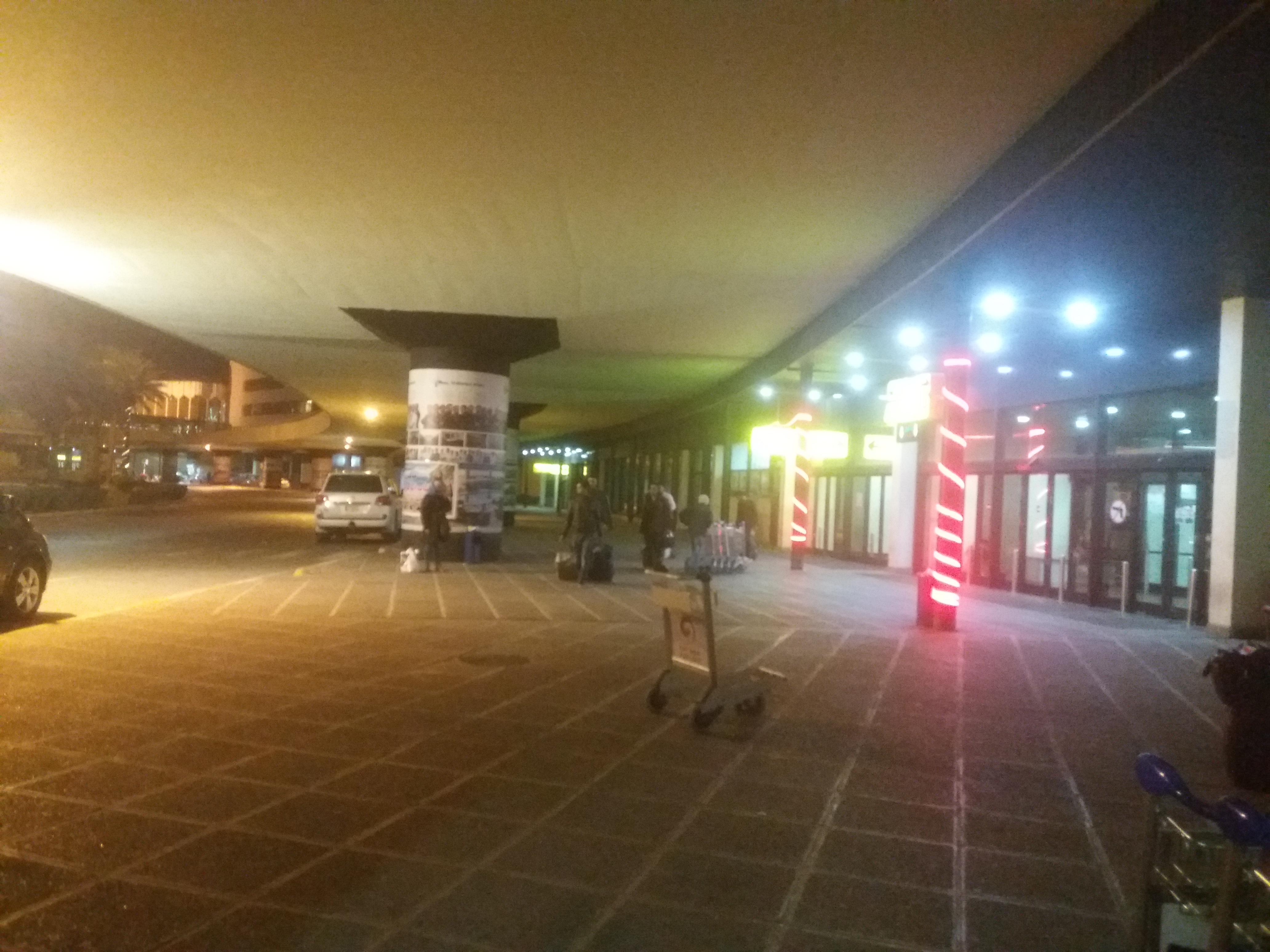
فرودگاه بغداد، ۲۰۱۷

فرودگاه بین‌المللی بغداد (به عربی: مطار بغداد الدولي) (یاتا: BGW، ایکائو: ORBI) یک فرودگاه همگانی مسافربری و نظامی است که دو باند فرود از جنس بتن دارد و طول باند آن به‌ترتیب ۳۳۰۱ و ۴۰۰ متر است. این فرودگاه در شهر بغداد کشور عراق قرار دارد و در ارتفاع ۳۵ متری از سطح دریا واقع شده‌است.
قطب هواپیمایی عراق در این فرودگاه قرار دارد.

## شرکت‌های هواپیمایی و مقصدهای پروازی

### مسافری
| شرکت‌های هواپیمایی                   | مقصدهای پروازی |
| ----------------------------------- | --- |
| ایر عربیا                           | شارجه |
| اطلس گلوبال                         | آتاترک فصلی: آنتالیا |
| هواپیمایی کاسپین                    | شهید هاشمی‌نژاد مشهد، امام خمینی |
| شام وینگز ایرلاینز                  | دمشق |
| هواپیمایی مصر                       | قاهره |
| هواپیمایی امارات                    | دوبی |
| فلای‌داماس                           | دمشق |
| فلای بغداد                          | اربیل، سلیمانیه |
| فلای‌دبی                             | دوبی |
| گلف ایر                             | بحرین |
| ایران ایر                           | شهید بهشتی اصفهان، آیت‌الله هاشمی رفسنجانی کرمان، شهید هاشمی‌نژاد مشهد، دشت ناز ساری، شهید دستغیب شیراز، امام خمینی، زاهدان. |
| هواپیمایی عراق                      | ملکه علیا، اسن‌بوغا، حیدر علی‌اف، بصره، پکن، رفیق حریری بیروت، قاهره، ایندیرا گاندی، دوبی، اربیل، بایون گوآنگجو، شهید بهشتی اصفهان، آتاترک، آیت‌الله هاشمی رفسنجانی کرمان، کوالالامپور، کویت، شهید هاشمی‌نژاد مشهد، چاتراپاتی شیواجی، نجف، Nasriya، شرم‌الشیخ، سلیمانیه، مهرآباد چارتر: ملک عبدالعزیز فصلی: کوتائیسی، مینسک |
| هواپیمایی عراق اجرا توسط ایراکسپلور | برلین تگل، کپنهاگ، دوسلدورف، فرانکفورت، گاتویک,1 منچستر، استکهلم-آرلاندا |
| اردن اوییشن                         | ملکه علیا |
| هواپیمایی خاورمیانه                 | رفیق حریری بیروت |
| نیل ایر                             | قاهره |
| پگاسوس ایرلاینز                     | صبیحه گوکچن |
| هواپیمایی قطر                       | حمد |
| هواپیمایی قشم                       | شهید بهشتی اصفهان |
| الملکیه الاردنیه                    | ملکه علیا |
| هواپیمایی سوریه                     | دمشق |
| هواپیمایی تابان                     | شهید بهشتی اصفهان، خرم‌آباد |
| ترکیش ایرلاینز                      | آنتالیا، آتاترک، صبیحه گوکچن |
| یوام ایر                            | کیف ژولیانی |
| هواپیمایی زاگرس                     | اراک |
| زاگرس‌جت                             | اربیل |

### باری
| شرکت‌های هواپیمایی | مقصدهای پروازی |
| ----------------- | -------------- |
| کلیک ایرویز       | اربیل، شارجه   |
| کوین ایرویز       | دوبی           |
| SNAS/DHL          | بحرین          |
| هواپیمایی اتحاد   | ابوظبی         |
| فیتس‌ایر           | دوبی           |
| روس اوییشن        | شارجه          |
| سیلک وی ایرلاینز  | حیدر علی‌اف     |
| ترکیش ایرلاینز    | آتاترک         |